# 斯維德尼克區
49°18′22″N 21°34′6″E / 49.30611°N 21.56833°E

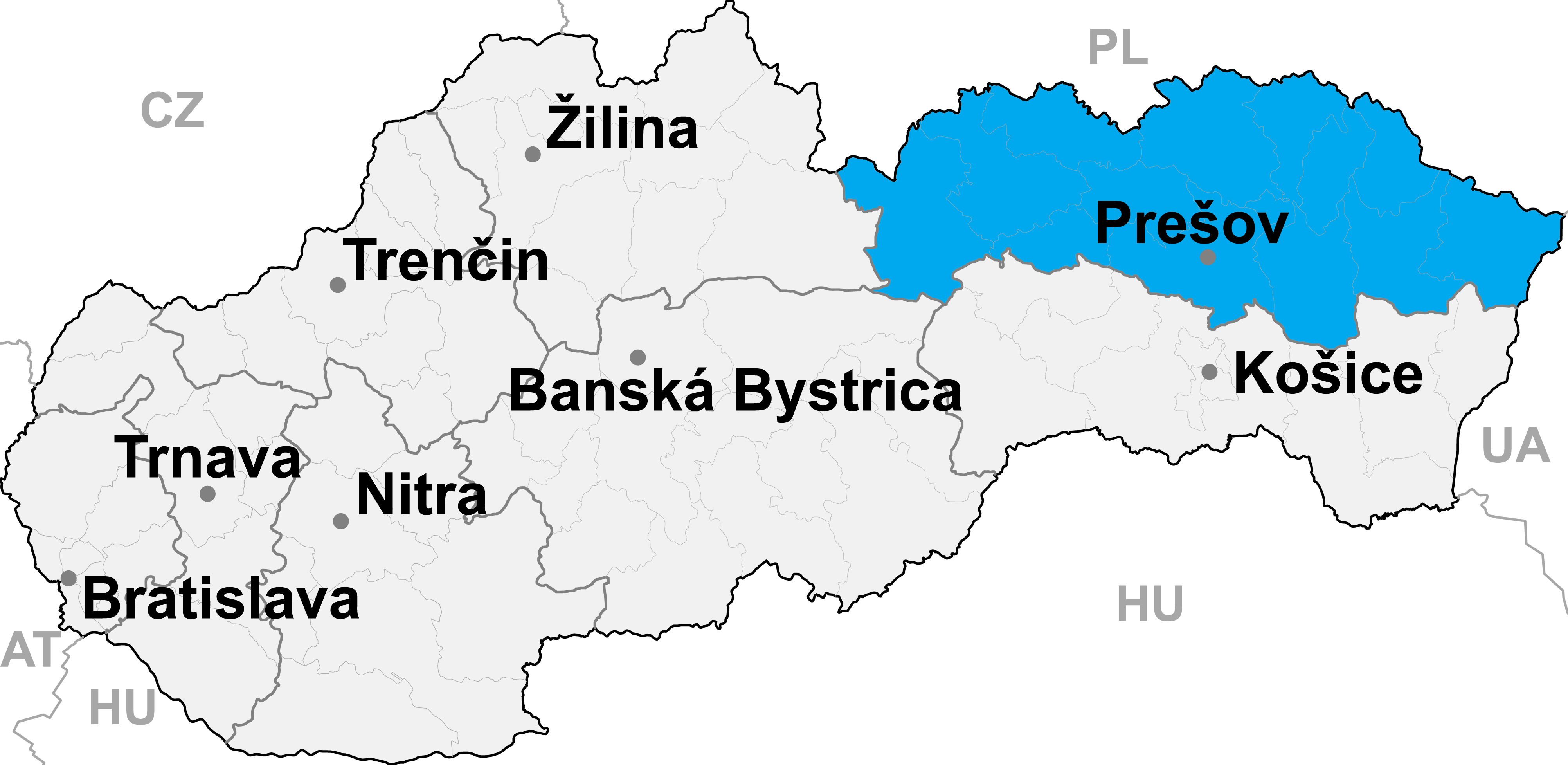

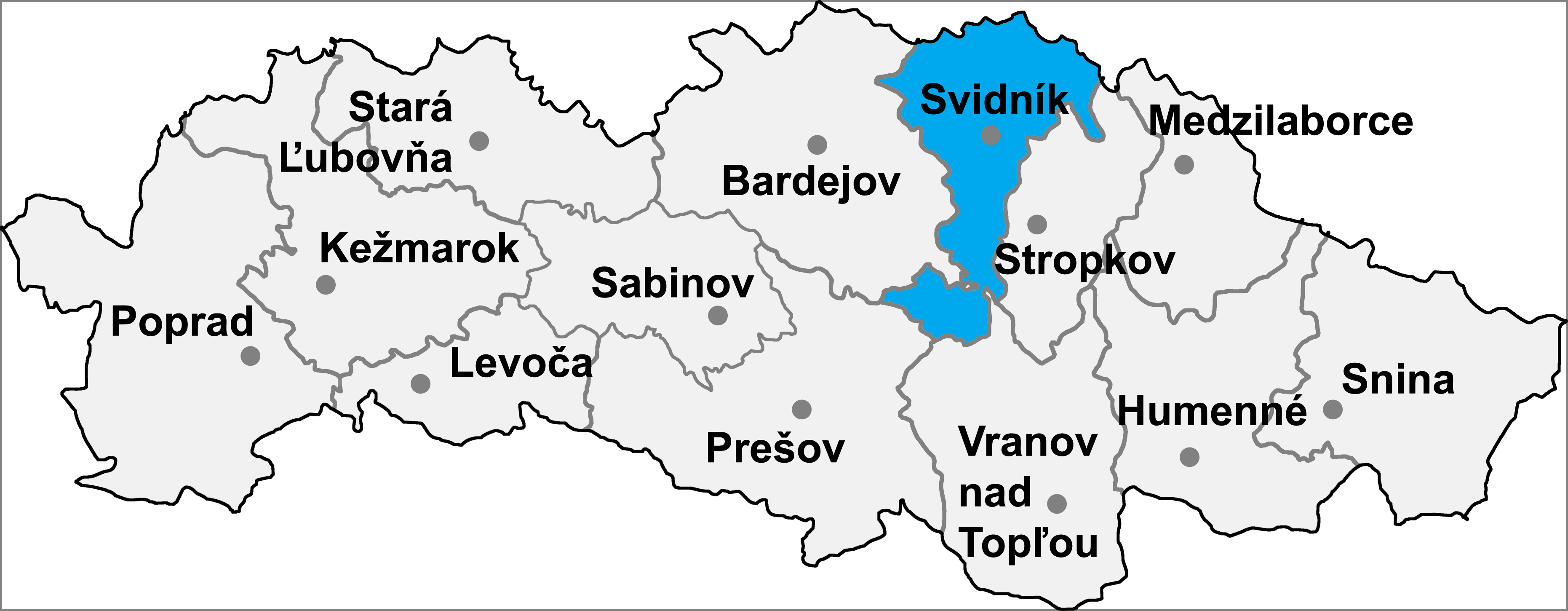

斯維德尼克區，是斯洛伐克的一個區，位於該國東部，由普雷紹夫州負責管轄，面積550平方公里，2001年該區人口33,506，人口密度每平方公里61人。